# The Garden of Allah (film 1916)
The Garden of Allah è un film muto del 1916 diretto da Colin Campbell che aveva come interpreti principali  Helen Ware e Tom Santschi.
La sceneggiatura di Gilson Willets adatta per lo schermo il romanzo omonimo di Robert Smythe Hichens pubblicato a Londra nel 1904. Mary Anderson e Hichens adattarono il romanzo in un lavoro teatrale di successo che debuttò a New York il 21 ottobre 1911.

## Trama
Dopo che la madre è fuggita con l'amante e suo padre si è ucciso maledicendo il nome di dio, Domini Enfilden cerca di dimenticare rifugiandosi a Beni Mora, un'oasi del Sahara. In albergo, conosce Boris Androvsky, un uomo tormentato dal passato avvolto nel mistero. I due si innamorano ma, un giorno, senza preavviso, lui si congeda da Domini nel Giardino di Allah, annunciandole la sua improvvisa partenza. Mentre si stanno dicendo addio, i due si lasciano però travolgere dalla passione. Sposati da padre Roubier, Domini e Boris vivono una breve felicità: De Trevignac, un ospite, riconosce infatti in Boris padre Antoine, un religioso che aveva abbandonato il convento. De Trevignac non dice nulla, ma Boris confessa la sua storia a Domini che, saputa la verità, lo spinge a ritornare al monastero.
Sono passati alcuni anni. Domini, che ha avuto un figlio da Boris, cresce il bambino nel Giardino di Allah.

## Produzione
Il film fu prodotto dalla Selig Polyscope Company. Le scene in esterni furono girate nei giardini della Missione di Santa Barbara e nel deserto californiano del Mojave.

## Distribuzione
Il copyright del film, richiesto dalla Selig Polyscope Co., fu registrato il 29 novembre 1916 con il numero LP9668.
Distribuito dalla Film Market, il film uscì nelle sale cinematografiche statunitensi dopo essere stato presentato in prima mondiale a Indianapolis il 25 dicembre 1916.
In Svezia, dove fu distribuito il 30 settembre 1921, prese il titolo Fritänkaren; in Norvegia quello di Allahs have.

### Conservazione
Copia completa della pellicola in 35mm si trova conservata negli archivi del George Eastman House di Rochester.